# Axel Reenstierna
Axel Reenstierna, född 6 juli 1695 i Norrköping, död 16 februari 1730 i Stockholm, var en svensk greve och ämbetsman. 

## Biografi
Axel Reenstierna föddes 1695 i Norrköping. Han var son till presidenten Jacob Reenstierna av adelsätten Reenstierna och Magdalena Toutin. Reenstierna blev 20 oktober 1719 resident i Hamburg och fick sedan hovråds titel. Han utnämndes 1727 till envoyé vid ottomanska porten. Reenstierna avled 1730 i Stockholm.

### Egendom
Reenstierna ägde Pryssgården i Östra Eneby socken.

### Familj
Reenstierna gifte sig 27 augusti 1719 i Romfartuna församling med Margareta Elisabet Sparfvenfeldt (1701–1764), dotter av överceremonimästaren Johan Gabriel Sparfvenfeldt och Antoinetta Sofia Hildebrand. De fick tillsammans barnen Magdalena Sofia Reenstierna (1721–1751), landshövdingen Fredrik Ulrik Reenstierna (1722–1783) i Östergötlands län och Jakob Reenstierna.